# 南津港站
南津港站，原称岳阳站、岳州站，岳阳南站，是位于中国湖南岳阳市的一个火车站。站中心线位于京广线K1428+030处，为三等货运站。由于客货运设施不足，铁道部與岳阳市政府于1991年6月興建岳阳新客站分擔客运业务，隨後车站更名为岳阳南站。2024年6月，车站更名为南津港站，原荣家湾站更名为岳阳南站。车站目前仅办理专用线货运业务，设有通往长沙工务段岳南线路维修工区的专用线。

## 历史

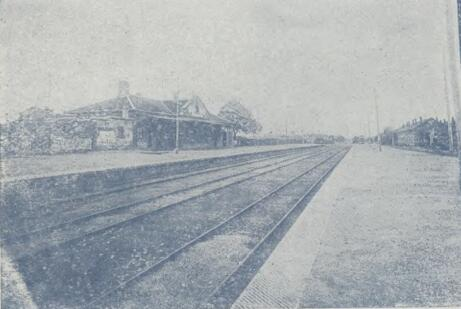
1934年的岳州車站

南津港站原名岳州站，建成于1917年3月，1918年9月正式通车，为粤汉铁路湘鄂段之一等编组站。建成初期，站内设到发线、存车线、车辆检修线共7条，以及机车整备线路等機務設施；车站另有站台两座與英式青砖瓦顶站房一棟。
1936年8月粵漢鐵路全线贯通后，车站更名为岳陽車站。抗日战争爆发后，车站在日军空袭中被毁，后于1947年8月重建。1946年，车站被降级为二等站。1949年5月，共軍攻占岳阳。车站因中共地下党「领导铁路工人保全路产」而未遭破坏。
50年代，岳阳站增建第8股道、192平方米的货运仓库和111平方米的货棚，拆除第二月台。1963年城陵矶区段站復建，货物列车编解作业移至城陵磯車站，同時修復第二月台。
1982-1987年间，岳陽車站增建运转楼和信号楼，同時扩建售票厅和候车厅；车站升格为一等站。
至1990年，岳阳车站站线总延13.717公里（其中到发线3条，计长2985延米），专用线10条，计长8020延米。至1990年，岳阳站客运设施有站房3950平方米、站台雨棚面积10344平方米、旅客月台2座與地下道；同時擁有有效長269公尺之货物装卸线1条；仓库、雨棚4座，2581平方米；貨運月台、露天货位4处等貨運設施。
1994年10月7日，岳阳新客站正式运营，承接舊岳陽車站全部客运业务；原岳陽車站改为岳阳南站，專辦货运业务，由岳阳站管辖。2019年，车站办理整车货物到发业务，以散堆装货物和袋装货物为重点。车站主要的发送货物品类包括矿石、煤、粮食、化肥、木材类，到达货主要为钢铁、粮食、化肥、纸浆等。车站设有通往华泰资源开发利用有限责任公司、中央储备粮岳阳小港直属库、岳阳机务段贸易公司、际华三五一七橡胶制品、天润化工、新泰化肥和华菱岳阳港务的专用线。
2024年6月25日，荣家湾站客运改造，原荣家湾站更名为岳阳南站，原岳阳南站更名为南津港站。

## 历史事件
1922年9月8日，毛泽东到岳州站，召集郭亮、陆汉湖、熊巽泉等举行紧急会议，介绍中共湖南区执行委员会、武汉区委联合组织粤汉铁路工人罢工的准备，并部署、指导岳州站铁路工人罢工。次日，岳州车站200余名工人在郭亮的指挥下举行罢工并取得了胜利。1964年7月18日，时任中共中央主席的毛泽东在视察湖南返回北京途中，专列停靠岳阳站。毛泽东追思良久，并对陪同的中共湖南省委第一书记张平化称：“岳阳，我在大革命时来过两次，那时郭亮在这里组织铁路工人大罢工。”